# Reinhold Münzenberg
Reinhold Münzenberg (Walheim, 1909. január 25. – Aachen, 1986. június 25.) világbajnoki bronzérmes német labdarúgó, hátvéd, edző.

## Pályafutása

### Klubcsapatban
1921-ben az Aachener Spielverein csapatában kezdte a labdarúgást. 1927 és 1938 között az Alemannia Aachen együttesében töltötte pályafutása meghatározó részét. 1943-ban a Werder Bremen, 1943–44-ben az LSV Hamburg csapataiban játszott a második világháború idején, mint vendégjátékos. A háború után 1946 és 1951 között ismét az Alemannia Aachen játékosa volt és itt fejezte be az aktív labdarúgást.

### A válogatottban
1930 és 1938 között 41 alkalommal szerepelt a német válogatottban. Részt vett az 1934-es olaszországi világbajnokságon, ahol bronzérmet szerzett a csapattal. Tagja volt 1936-os berlini olimpián és az 1938-as franciaországi világbajnokságon részt vevő együttesnek.

### Edzőként
1934 és 1936 között még aktív játékosként az Alemannia Aachen edzéseit vezette. Labdarúgó pályafutása végén 1949-ben és 1950-ben is volt a csapat vezetőedzője egy-egy rövidebb időszakban.

## Sikerei, díjai
Németország
- Világbajnokság
  - bronzérmes: 1934, Olaszország